# Mary Gilmore

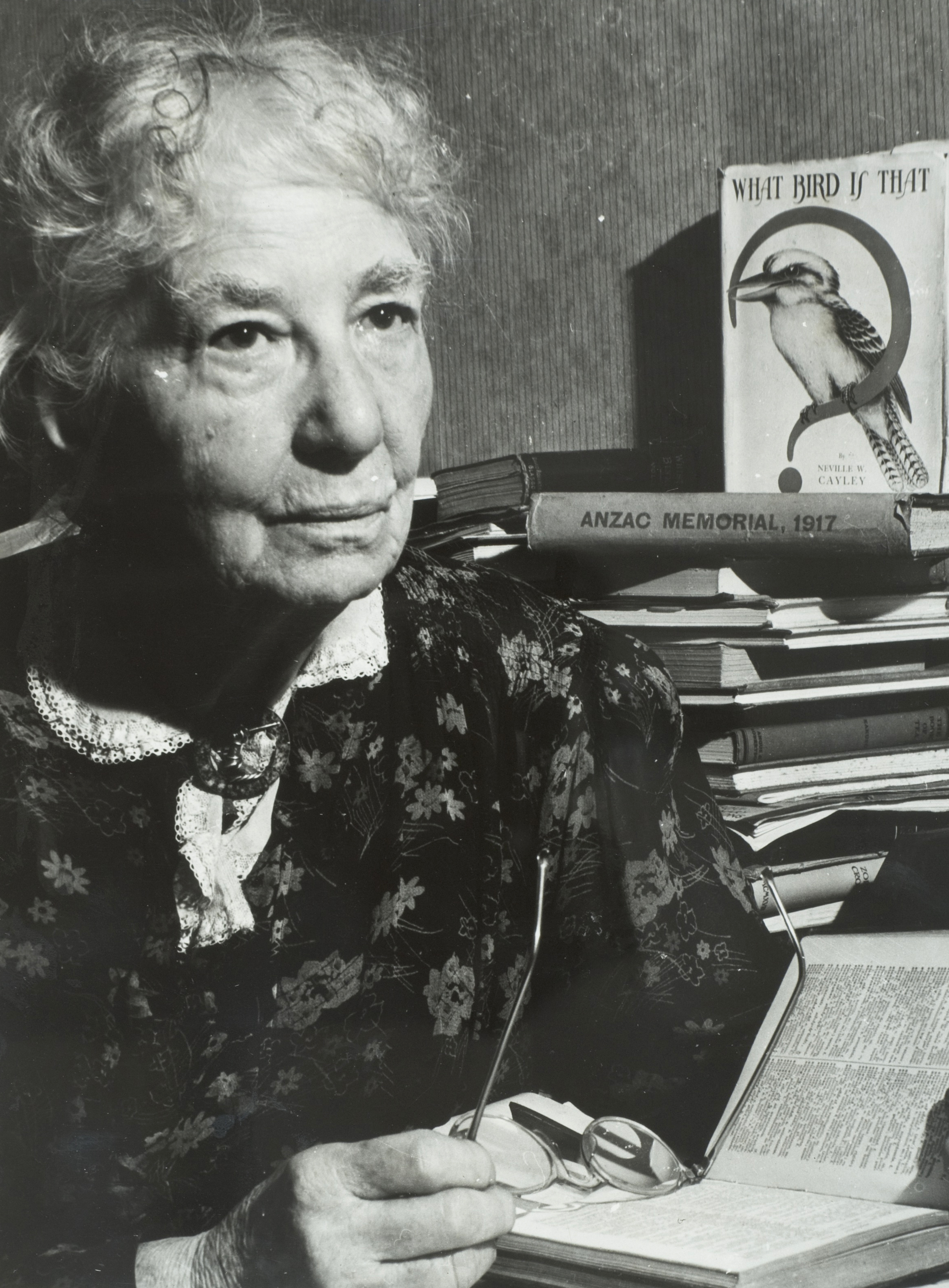
Mary Gilmore w starszym wieku

Mary Jean Gilmore (z domu Cameron, ur. 16 sierpnia 1865 w Woodhouselee, zm. 3 grudnia 1962) – australijska pisarka i działaczka społeczna.

## Życiorys

### Młodość
Pochodziła z niezamożnej rodziny, gdy była dzieckiem jej ojciec często zmieniał pracę i miejsce zamieszkania rodziny, aż w końcu osiedli na własnej farmie. W wieku 16 lat rozpoczęła pracę jako nauczycielka. Na początku kariery zawodowej pracowała w szkołach w Wagga Wagga, w Illabo i w Silverton, niedaleko Broken Hill. Od 1890 mieszkała i pracowała w Sydney, gdzie nawiązała relację z pisarzem Henrym Lawsonem, trwającą około pięciu lat. Według wspomnień samej Gilmore przez pewien czas byli nawet nieformalnie zaręczeni. Biografowie nie znaleźli jak dotąd innych dowodów na potwierdzenie tego faktu. W tym okresie zaczęła być również zaliczana do grona radykalnie lewicowych młodych literatów, skupionych wokół magazynu The Bulletin, na łamach którego zadebiutowała jako poetka. W 1896 wyjechała do Paragwaju, gdzie przystąpiła do założonej dwa lata wcześniej komuny pod nazwą Nowa Australia. W 1897 poślubiła innego kolonistę, Williama Gilmore’a, zaś w 1898 na świat przyszło ich jedyne dziecko, William junior. 

### Lata 1900, 1910. i 1920.
Po rozpadzie Nowej Australii, w latach 1900-1902 rodzina mieszkała w Patagonii, a następnie powróciła do kraju, gdzie osiadła w stanie Wiktoria, w rodzinnych stronach Williama. Od 1908 aż do 1931 była redaktorką specjalnej strony, poświęconej problemom kobiet, w piśmie Australian Worker. Była także aktywistką Australijskiej Partii Pracy, zaangażowaną w kampanie wyborcze tego ugrupowania. W 1910 wydany został jej pierwszy tomik poetycki, zatytułowany Marri'd, and other Verses.
W 1912 powróciła wraz z synem do Sydney, gdzie utrzymywała się głównie z pracy dziennikarskiej, zaś jej mąż wyjechał na farmę swojego brata w stanie Queensland. W kolejnych latach jej małżeństwo miało charakter związku na odległość. W tym okresie pisywała do magazynów Australian Worker, The Bulletin, Lone Hand i Book-fellow. Z tym ostatnim tytułem związała się tak bardzo, że gdy groziło mu zamknięcie z powodu bankructwa, za pożyczone pieniądze stała się jego współwłaścicielką. W 1918 wydała swój drugi tomik, The Passionate Heart, w którym dała wyraz swemu przerażeniu okrucieństwami I wojny światowej. Cały dochód z tej publikacji przekazała na rzecz rehabilitacji żołnierzy, którzy stracili na wojnie wzrok. W 1922 ukazał się zbiór jej esejów pt. Hound of the Road, zaś w 1925 trzeci tomik The Tilted Cart. 

### Lata 30. i 40.
W 1930 wydała czwarty zbiór wierszy, zatytułowany The Wild Swan i poświęcony w dużej mierze zniszczeniom, jakie biała cywilizacja poczyniła wśród Aborygenów. Następnie zwróciła się w stronę poezji religijnej, która wypełniła jej kolejny tom The Rue Tree. W 1932 ukazał się następny zbiór pt. Under the Wilgas. W latach 1934–1935 w dwóch tomach wyszła jej praca prozatorska pt. Old Days, Old Ways: a Book of Recollections and More Recollections, zawierająca fabularyzowane wspomnienia z pionierskich czasów, gdy powstawała współczesna Australia. Równolegle do twórczości literackiej pozostawała bardzo aktywna jako publicystka i działaczka społeczna, sytuująca się w swoich poglądach zdecydowanie po lewej stronie spektrum debaty publicznej. Inaczej niż wiele postaci australijskiej lewicy, w 1937 zgodziła się przyjąć Order Imperium Brytyjskiego klasy Dama Komandor (DBE), co pozwoliło jej dopisywać przed nazwiskiem tytuł Dame. Wyróżnienie to oznaczało symboliczne uznanie jej statusu jako jednej z najważniejszych postaci australijskiej literatury tamtego czasu. W 1939 wydała tomik Battlefields, w którym łączyła swoją tradycyjną lewicowość z niezwykle żarliwym patriotyzmem. W 1945 w jej życiu doszło do osobistej tragedii, bowiem w jednym roku straciła zarówno męża, jak i jedyne dziecko. 

### Późniejsze życie
Od 1952 była stałą autorką czasopisma Tribune, będącego organem australijskiego środowiska komunistycznego. Przez dziesięć kolejnych lat publikowała tam cykl felietonów pod nazwą Arrows (Strzałki). W 1954 ukazał się jej ostatni tomik poetycki, Fourteen Men. Zmarła w grudniu 1962 w wieku 97 lat. Uroczystości żałobne miały charakter religijny w nurcie prezbiteriańskim, ale jednocześnie towarzyszyły im najwyższe honory państwowe. Po kremacji spoczęła we wspólnym grobie z mężem.

## Upamiętnienie
Od 1966 podobizna Gilmore, a także innego wybitnego poety Banjo Patersona, znajduje się na banknocie o nominale 10 dolarów australijskich. Od 1984 jej imię nosi okręg wyborczy Gilmore. Jest także patronką licznych ulic i instytucji.